# Primordial
A Primordial ír metalegyüttes. Lemezeiket a Metal Blade Records kiadó jelenteti meg. Zenéjükben a kelta zene, a black metal és a doom metal műfajai keverednek.

## Története
1987-ben alakultak meg Skerries-ben. Pól MacAmhlaigh basszusgitáros és testvére, Derek MacAmhlaigh dobos és Ciáran MacUiliam gitáros együtt zenélgettek. Eredetileg "Forsaken" volt a nevük, és jól ismert death/thrash metal zenekarok számait dolgozták fel, például Death, Sepultura. Alan Averill "Nemtheanga" énekes belépése után "sötétebb" vonalra mozdultak el, ekkor már a norvég és görög black metal együtteseket, illetve a Celtic Frostot és a Bathory-t tették meg zenei hatásuknak. Először egy demót dobtak piacra 1993-ban. A demó felkeltette a Candlelight Records figyelmét, és első nagylemezüket ők jelentették meg. A Primordial hírnevet vívott ki azzal is, hogy ők voltak az első nemzetközileg ismertté vált black metal zenekar Írországból. Második stúdióalbumuk már a melodikus black metal stílus felé hajlott, előfordult zenéjükben továbbá síp és mandolin is. Ezt követő két albumuk már a black, doom és celtic metal műfajokat keverte, és ezt a hangzásvilágot a mai napig őrzik. 2002-ben piacra dobták negyedik stúdióalbumukat, 2005-ben pedig újabb nagylemezt jelentettek meg The Gathering Wilderness címmel. Ezt a lemezt a brit Terrorizer Magazine az év lemezei közé is beválogatta. Folyamatosan turnéznak és adnak ki albumokat.

## Tagok
Jelenlegi felállás
- Alan Averill "Nemtheanga" - ének (1991-)
- Ciáran MacUiliam - gitár (1987-)
- Micheál Ó Floinn - gitár (2001-)
- Pól MacAmhlaigh - basszusgitár (1987-)
- Simon Ó Laoghaire - dobok (1997-)

Korábbi tagok
- Feargal Flanney - gitár (1993-1997)
- Derek MacAmhlaigh - dobok (1987-1997)

## Diszkográfia

### Stúdióalbumok
- Imrama (1995)
- A Journey's End (1998)
- Spirit the Earth Aflame (2000)
- Storm Before Calm (2002)
- The Gathering Wilderness (2005)
- To the Nameless Dead (2007)
- Redemption at the Puritan's Hand (2011)
- Where Greater Men Have Fallen (2014)
- Exile Amongst the Ruins (2018)

### Egyéb kiadványok
Demók
- Dark Romanticism (1993)

EP-k
- The Burning Season (1999)

Koncertalbumok
- All Empires Fall (2010)
- Gods to the Godless - Live at Bang Your Head Festival Germany 2015 (2016)

Split lemezek
- Primordial / Katatonia split lemez (1996)
- Primordial / Mael Mórdha (2006)